# Josie Green
Josie Green, född den 25 april 1993, är en walesisk fotbollsspelare.
Josie Green inledde sin seniorkarriär med spel i Watford FC år 2010. Hon har även spelat  för Tottenham Hotspur FC och Leicester City innan hon värvades av Crystal Palace LFC år 2024. Hon har även representerat det walesiska damlandslaget där hon debuterade år 2010.